# Schiønning
Schiønning er en nulevende dansk adelsslægt stammende fra Jylland. Den føres tilbage til assessor i Admiralitetskollegiet og præsident i Underadmiralitetsretten Christian Schiønning (død 1703), der 29. oktober 1681 fik våbenbrev. 
Brødrene kammerråd, renteskriver Peter Schiønning (død 1745) og prokurator Christian Pedersen Schiønning (ca. 1700-1736), hvis søn prokurator Peter Schiønning (1723-1781) var fader til kommandant i Guinea Christian Schiønning (1764-1816) og til sognepræst i Randers, provst Frederik Schiønning  (1778-1843). Kammerråd Peter Schiønning var fader til Helene Dorothea Schiønning (1726-1792), gift med leksikografen Hans von Aphelen (1719-1779), til sognepræst i Kallehave Jørgen Leth Schiønning (1730-1808), til kaptajn i Søetaten Peter Schiønning (1732-1813) og til justitsråd, rentekammerkommitteret Christian Schiønning (1734-1817), der var fader til højesteretsassessor, konferensråd Claus Christian Schiønning (1778-1858), til søretsjustitiarius Peter Schiønning (1781-1872) og til overretsjustitiarius Niels Leth Schiønning (1783-1862).
Claus Christian Schiønning var fader til etatsråd, justitssekretær i Højesteret Christian Peter Schiønning (1815-1886).